# Elisabeth Hedborg
Elisabeth Hedborg, född 14 mars 1945 i Stockholm, är en svensk journalist verksam i radio och TV.
Hedborg studerade vid Lunds universitet, där hon 1969 blev filosofie kandidat, därefter 1971–1972 vid Journalisthögskolan i Stockholm. Hon blev 1973 medarbetare i Sveriges Radio och 1977 vid utrikesredaktionen för Rapport i Sveriges Television, hon var 1979–1981 korrespondent i Rom för Medelhavsområdet för TV2 (Sveriges Televisions första kvinnliga utrikeskorrespondent), 1983–1987 Sveriges Radios korrespondent i Moskva, 1987–1995 utrikesreporter för Rapport, 1993–1995 korrespondent i Moskva för Rapport. 1996 blev hon informationssekreterare för Nobelstiftelsen. Hon arbetade 1998–1999 i redaktionen för Kalla Fakta i TV4 och var 2000–2001 gästprofessor vid Institutionen för Journalistik, Kommunikation och Medier vid Stockholms universitet.
Hon har varit programledare för Magasinet och 24 minuter vid Sveriges Television, för Mera Historia på Kunskapskanalen samt för Studio ett och God morgon Världen i Sveriges Radio. Den 29 juni 1986 var hon värd för radioprogrammet Sommar.
Hon tilldelades 1988 Stora Journalistpriset och har erhållit flera andra utmärkelser.
Som bokförfattare debuterade hon med Min far var rysk soldat (2019, ISBN 9789175459929). Det är en berättelse om den unge soldaten Aleksej som 1941 blir tysk krigsfånge, placerad i Norge, men lyckas fly till Sverige, där han förälskar sig innan han återbördas till Sovjetunionen. Långt senare möts hans båda vuxna döttrar, svenska Inger och ryska Tatiana.